# Eyes of War
Pour les articles homonymes, voir Triage.
Pour plus de détails, voir Fiche technique et Distribution.
Eyes of War (Triage en version originale) est un film de guerre belgo-irlando-français réalisé par Danis Tanović, sorti en 2009.

## Synopsis
Photographes de guerre chevronnés, Mark et David sont en mission au Kurdistan.
Tandis que le premier décide de rester sur place quelques jours encore en quête du cliché susceptible de le rendre célèbre, le second ne supporte plus la violence et le désespoir quotidiens. Surtout, il veut rentrer pour retrouver sa femme Diane, qui attend un enfant.
Grièvement blessé, Mark échoue dans un hôpital de campagne, avant d'être rapatrié à Dublin, où il apprend que David, lui, est disparu.

## Fiche technique
- Titre : Triage
- Réalisation : Danis Tanović
- Scénario : Danis Tanović d'après le roman de Scott Anderson
- Musique : Lucio Godoy
- Photographie : Seamus Deasy
- Montage : Francesca Calvelli et Gareth Young
- Production : Marc Baschet, Cédomir Kolar et Alan Moloney
- Société de production : Parallel Film Productions, Asap Films, Freeform Spain, Tornasol Films, Aramid Entertainment Fund, Screen Ireland et Euroimages Fund of the Council of Europe
- Société de distribution : BAC Films (France)
- Pays :  Irlande,  Espagne,  Belgique,  France et  Autriche
- Genre : drame, guerre
- Durée : 99 minutes
- Dates de sortie :
  -  Canada : 12 septembre 2009 (festival international du film de Toronto)
  -  Italie : 15 octobre 2009 (festival international du film de Rome)
  -  France : 16 juin 2010

## Distribution
- Colin Farrell : Mark Walsh
- Jamie Sives : David
- Paz Vega (VF : Ethel Houbiers) : Elena Morales
- Kelly Reilly (VF : Maia Baran) : Diane
- Branko Đurić : Dr Talzani
- Mozaffar Shafeie : Assistant de Talzani
- Karzan Sherabayani : Homme blessé
- Luis Callejo : Commandant Peshmerga
- Alejandro Sánchez : Sergent Peshmerga
- Ian McElhinney : Ivan
- Juliet Stevenson : Amy
- Michelle Hartman : Infirmière
- Eileen Walsh : Dr Christopher
- Nick Dunning : Dr Hersbach
- Christopher Lee : Joaquín Morales
- Reece Ritchie : Garçon à Beyrouth
- Dada Ashi : Femme ougandaise

## Distinctions
En 2009, le film a été présenté en sélection officielle en compétition au festival international du film de Rome.